# Tipula sacerdotula
Tipula sacerdotula är en tvåvingeart som beskrevs av Riedel 1918. Tipula sacerdotula ingår i släktet Tipula och familjen storharkrankar. Inga underarter finns listade i Catalogue of Life.